# Innenraum
Als Innenraum bezeichnet man in der Architektur oder bei Fahrzeugen einen Raum, der vor Witterungseinflüssen geschützt ist. Er ist zu großen Teilen von Wänden und Dachflächen umgeben (Umbauter Raum), muss allerdings von den Umgrenzungsfläche(n) nicht völlig eingeschlossen sein – beispielsweise das Innere einer Nische, oder einer Säulenstellung.
Die Formgebung des Innenraums liegt im Arbeitsbereich des Hochbau-Architekten, Designer oder Konstrukteur. Die Ausgestaltung und Dekoration bzw. die Nutzungsprämisse gestaltet unter Umständen ein spezialisierter Innenarchitekt oder Raumausstatter.
Ein innenliegender Raum ist dagegen ein Raum, der an keine Außenwand grenzt und keine Fenster hat (evtl. Oberlichter).